# Saurauia polyneura
Saurauia polyneura är en tvåhjärtbladig växtart som beskrevs av Chou Fen g Liang och Y.S. Wang. Saurauia polyneura ingår i släktet Saurauia och familjen Actinidiaceae. Utöver nominatformen finns också underarten 